# موریتس زیمر
موریتس زیمر (انگلیسی: Moritz Zimmer؛ زادهٔ ۲۵ نوامبر ۱۹۹۳) بازیکن فوتبال اهل آلمان است.